# Major League Soccer 2011
MLS Seizoen 2011 is het 16de seizoen in de geschiedenis van deze competitie. Het seizoen begon op 15 maart 2011 en eindigen op 22 oktober 2011. 
De opzet van de competitie wijzigt. Elke club speelt twee keer tegen elkaar, thuis en uit. Hierdoor werden er 34 wedstrijden gespeeld. Dit wordt mogelijk doordat er 2 nieuwe clubs toetreden tot de Western Conference, namelijk  de Portland Timbers en het Canadese Vancouver Whitecaps FC. Hierdoor gaat Houston Dynamo spelen in de Eastern Conference.
Gelijktijdig worden de MLS Cup play-offs uitgebreid van 8 naar 10 teams. In dat licht bezien is de naamswijziging van Kansas City Wizards in Sporting Kansas City klein te noemen.
Voor de ontwikkeling van de spelers is de herinvoering van de reserve divisie van de MLS belangrijk om te noemen.

## Stadions
| Chicago Fire       | Chivas USA            | Colorado Rapids            | Columbus Crew      | DC United            | FC Dallas          |
| ------------------ | --------------------- | -------------------------- | ------------------ | -------------------- | ------------------ |
| Toyota Park        | The Home Depot Center | Dick's Sporting Goods Park | Crew Stadium       | RFK Memorial Stadium | Pizza Hut Park     |
| Capaciteit: 20.000 | Capaciteit: 27.000    | Capaciteit: 19.680         | Capaciteit: 20.455 | Capaciteit: 45.596   | Capaciteit: 21.193 |
|                    |                       |                            |                    |                      |                    |

| Houston Dynamo     | Los Angeles Galaxy    | New England Revolution | New York Red Bulls | Philadelphia Union | Portland Timbers   |
| ------------------ | --------------------- | ---------------------- | ------------------ | ------------------ | ------------------ |
| Robertson Stadium  | The Home Depot Center | Gillette Stadium       | Red Bull Arena     | PPL Park           | Jeld-Wen Field     |
| Capaciteit: 32.350 | Capaciteit: 27.000    | Capaciteit: 68.756     | Capaciteit: 25.189 | Capaciteit: 18.500 | Capaciteit: 22.000 |
|                    |                       |                        |                    |                    |                    |

| Real Salt Lake     | San Jose Earthquakes | Seattle Sounders FC | Sporting Kansas City     | Toronto FC         | Vancouver Whitecaps FC |
| ------------------ | -------------------- | ------------------- | ------------------------ | ------------------ | ---------------------- |
| Rio Tinto Stadium  | Buck Shaw Stadium    | Qwest Field         | Livestrong Sporting Park | BMO Field          | Empire Field           |
| Capaciteit: 20,008 | Capaciteit: 10,300   | Capaciteit: 35,700  | Capaciteit: 18,500       | Capaciteit: 22,100 | Capaciteit: 27,528     |
|                    |                      |                     |                          |                    |                        |

- The Whitecaps zullen gaan spelen in BC Place nadat de renovatie is afgerond.

## Reguliere seizoen

#### Eastern Conference
| Team | Team                   | Gsp | G  | G  | V  | DV | DT | DS  | Punten |
| ---- | ---------------------- | --- | -- | -- | -- | -- | -- | --- | ------ |
| 1    | Sporting Kansas City   | 34  | 13 | 12 | 9  | 50 | 40 | +10 | 51     |
| 2    | Philadelphia Union     | 34  | 11 | 15 | 8  | 44 | 36 | +8  | 48     |
| 3    | Columbus Crew          | 34  | 13 | 8  | 13 | 43 | 44 | -1  | 47     |
| 4    | New York Red Bulls     | 34  | 10 | 16 | 8  | 50 | 44 | +6  | 46     |
| 5    | Houston Dynamo         | 33  | 11 | 13 | 9  | 42 | 40 | +2  | 46     |
| 6    | Chicago Fire           | 34  | 9  | 16 | 9  | 46 | 45 | +1  | 43     |
| 7    | DC United              | 34  | 9  | 12 | 13 | 49 | 52 | −3  | 39     |
| 8    | Toronto FC1            | 34  | 6  | 15 | 13 | 36 | 59 | −23 | 33     |
| 9    | New England Revolution | 34  | 5  | 13 | 16 | 38 | 58 | −20 | 28     |

Stand: 24 oktober 2011

#### Western Conference
| Team | Team                    | Gespeeld | GW | G  | V  | DV | DT | DS  | Punten |
| ---- | ----------------------- | -------- | -- | -- | -- | -- | -- | --- | ------ |
| 1    | Los Angeles Galaxy      | 34       | 19 | 10 | 5  | 48 | 28 | +20 | 67     |
| 2    | Seattle Sounders FC     | 34       | 18 | 9  | 7  | 56 | 37 | +19 | 63     |
| 3    | Real Salt Lake          | 34       | 15 | 8  | 11 | 44 | 36 | +8  | 53     |
| 4    | FC Dallas               | 34       | 15 | 7  | 12 | 42 | 39 | +3  | 52     |
| 5    | Colorado Rapids         | 34       | 12 | 13 | 9  | 46 | 42 | +4  | 49     |
| 6    | Portland Timbers        | 34       | 11 | 9  | 14 | 40 | 48 | −8  | 42     |
| 7    | San Jose Earthquakes    | 34       | 8  | 14 | 12 | 40 | 45 | -5  | 38     |
| 8    | CD Chivas USA           | 34       | 8  | 12 | 14 | 41 | 43 | −2  | 36     |
| 9    | Vancouver Whitecaps FC1 | 34       | 6  | 10 | 18 | 35 | 55 | −20 | 28     |

|  |                       |
|  | MLS Cup Playoffs 2011 |

Stand: 24 oktober
- 1Toronto FC en Vancouver Whitecaps FC kunnen zich niet U.S. Open Cup kwalificeren omdat de team uit Canada komt

### Algemene stand
| Team | Team                    | Gsp | G  | G  | V  | DV | DT | DS  | Punten |
| ---- | ----------------------- | --- | -- | -- | -- | -- | -- | --- | ------ |
| 1    | Los Angeles Galaxy      | 34  | 19 | 10 | 5  | 48 | 28 | +20 | 67     |
| 2    | Seattle Sounders FC     | 34  | 18 | 9  | 7  | 56 | 37 | +19 | 63     |
| 3    | Real Salt Lake          | 34  | 15 | 8  | 11 | 44 | 36 | +8  | 53     |
| 4    | FC Dallas               | 34  | 15 | 7  | 11 | 42 | 39 | +3  | 52     |
| 5    | Sporting Kansas City    | 34  | 13 | 12 | 9  | 50 | 40 | +10 | 51     |
| 6    | Houston Dynamo          | 34  | 12 | 13 | 9  | 45 | 41 | +4  | 49     |
| 7    | Colorado Rapids         | 34  | 12 | 13 | 9  | 44 | 41 | +3  | 49     |
| 8    | Philadelphia Union      | 34  | 11 | 15 | 8  | 44 | 36 | +8  | 48     |
| 9    | Columbus Crew           | 34  | 13 | 8  | 13 | 43 | 44 | −1  | 47     |
| 10   | New York Red Bulls      | 34  | 10 | 16 | 8  | 50 | 44 | +6  | 46     |
| 11   | Chicago Fire            | 34  | 9  | 16 | 9  | 46 | 45 | ±1  | 43     |
| 12   | Portland Timbers        | 34  | 11 | 9  | 14 | 40 | 48 | −8  | 42     |
| 13   | DC United               | 34  | 9  | 12 | 13 | 49 | 52 | −3  | 39     |
| 14   | San Jose Earthquakes    | 34  | 8  | 14 | 12 | 40 | 45 | −5  | 38     |
| 15   | Chivas USA              | 34  | 8  | 12 | 14 | 41 | 43 | −2  | 36     |
| 16   | Toronto FC1             | 34  | 6  | 15 | 13 | 36 | 59 | −23 | 33     |
| 17   | New England Revolution  | 34  | 5  | 13 | 16 | 38 | 58 | −20 | 28     |
| 18   | Vancouver Whitecaps FC1 | 34  | 6  | 10 | 18 | 35 | 55 | −20 | 28     |

Eindstand: 24 oktober 2011
|  | |
|  | MLS Supporters' Shield, MLS Cup Playoffs 2011, U.S. Open Cup 2011, CONCACAF Champions League 2012/13 |
|  | MLS Cup Playoffs 2011, U.S. Open Cup 2011                                                            |
|  | MLS Cup Playoffs 2011                                                                                |
|  | MLS Wooden Spoon                                                                                     |

- 1Toronto FC en Vancouver Whitecaps FC kunnen zich niet voor de U.S. Open Cup kwalificeren omdat de teams uit Canada komen.

## Play-offs
| FC Dallas       | 0-2 | New York Red Bulls |
| Colorado Rapids | 1-0 | Columbus Crew      |

|  | Regionale Halve Finale | Regionale Halve Finale | Regionale Halve Finale | Regionale Halve Finale |                     |    | Regionale Finale     | Regionale Finale | Regionale Finale |  |    | MLS Cup 2011   | MLS Cup 2011 | MLS Cup 2011 |
|  |                        |                        |                        |                        |                     |    |                      |                  |                  |  |    |                |              |              |
|  | E1                     | Sporting Kansas City   | 2                      | 2                      |                     |    |                      |                  |                  |  |    |                |              |              |
|  | WC                     | Colorado Rapids        | 0                      | 0                      |                     |    |                      |                  |                  |  |    |                |              |              |
|  | WC                     | Colorado Rapids        | 0                      | 0                      |                     | E1 | Sporting Kansas City | 0                |                  |  |    |                |              |              |
|  | Eastern Conference     |                        |                        |                        |                     | E1 | Sporting Kansas City | 0                |                  |  |    |                |              |              |
|  |                        | E2                     | Houston Dynamo         | 2                      |                     |    |                      |                  |                  |  |    |                |              |              |
|  | E2                     | E2                     | Houston Dynamo         | 2                      | Houston Dynamo      | 2  | 1                    |                  |                  |  |    |                |              |              |
|  | E2                     |                        |                        |                        | Houston Dynamo      | 2  | 1                    |                  |                  |  |    |                |              |              |
|  | E3                     | Philadelphia Union     | 1                      | 0                      |                     |    |                      |                  |                  |  |    |                |              |              |
|  | E3                     | Philadelphia Union     | 1                      | 0                      |                     |    |                      |                  |                  |  | E2 | Houston Dynamo | 0            |              |
|  |                        |                        |                        |                        |                     |    |                      |                  |                  |  | E2 | Houston Dynamo | 0            |              |
|  |                        | W1                     | Los Angeles Galaxy     | 1                      |                     |    |                      |                  |                  |  |    |                |              |              |
|  | W1                     | W1                     | Los Angeles Galaxy     | 1                      | Los Angeles Galaxy  | 1  | 2                    |                  |                  |  |    |                |              |              |
|  | W1                     |                        |                        |                        | Los Angeles Galaxy  | 1  | 2                    |                  |                  |  |    |                |              |              |
|  | WC                     | New York Red Bulls     | 0                      | 1                      |                     |    |                      |                  |                  |  |    |                |              |              |
|  | WC                     | New York Red Bulls     | 0                      | 1                      |                     | W1 | Los Angeles Galaxy   | 3                |                  |  |    |                |              |              |
|  | Western Conference     |                        |                        |                        |                     | W1 | Los Angeles Galaxy   | 3                |                  |  |    |                |              |              |
|  |                        | W3                     | Real Salt Lake         | 1                      |                     |    |                      |                  |                  |  |    |                |              |              |
|  | W2                     | W3                     | Real Salt Lake         | 1                      | Seattle Sounders FC | 0  | 2                    |                  |                  |  |    |                |              |              |
|  | W2                     |                        |                        |                        | Seattle Sounders FC | 0  | 2                    |                  |                  |  |    |                |              |              |
|  | W3                     | Real Salt Lake         | 3                      | 0                      |                     |    |                      |                  |                  |  |    |                |              |              |

## Programma

### Wildcardronde
|                      |           |         |                                       |                                                                             |
| 26 oktober 20:00 CDT | FC Dallas | 0 – 2   | New York Red Bulls                    | Pizza Hut Park, Frisco Toeschouwers: 10,017 Scheidsrechter: Ricardo Salazar |
| 26 oktober 20:00 CDT |           | Verslag | 61' Joel Lindpere 90+8' Thierry Henry | Pizza Hut Park, Frisco Toeschouwers: 10,017 Scheidsrechter: Ricardo Salazar |

|                           |                     |         |               |                                                                                              |
| 27 oktober 2011 20:00 MDT | Colorado Rapids     | 1 – 0   | Columbus Crew | Dick's Sporting Goods Park, Commerce City Toeschouwers: 7,803 Scheidsrechter: Jorge González |
| 27 oktober 2011 20:00 MDT | Omar Cummings 45+1' | Verslag |               | Dick's Sporting Goods Park, Commerce City Toeschouwers: 7,803 Scheidsrechter: Jorge González |

### Regionale halve finale

#### Eastern conference
|                      |                 |         |                                          |                                                                                                |
| 30 oktober 19:30 EDT | Colorado Rapids | 0 – 2   | Sporting Kansas City                     | Dick's Sporting Goods Park, Commerce City Toeschouwers: 8,601 Scheidsrechter: Baldomero Toledo |
| 30 oktober 19:30 EDT |                 | Verslag | 49' Teal Bunbury 59' (pen.) Teal Bunbury | Dick's Sporting Goods Park, Commerce City Toeschouwers: 8,601 Scheidsrechter: Baldomero Toledo |

|                      |                                      |         |                 |                                                                                        |
| 2 november 19:00 CDT | Sporting Kansas City                 | 2 – 0   | Colorado Rapids | Livestrong Sporting Park, Kansas City Toeschouwers: 18,565 Scheidsrechter: Kevin Stott |
| 2 november 19:00 CDT | Aurélien Collin 28' C. J. Sapong 76' | Verslag |                 | Livestrong Sporting Park, Kansas City Toeschouwers: 18,565 Scheidsrechter: Kevin Stott |

|                      |                      |         |                                  |                                                                          |
| 30 oktober 17:00 EDT | Philadelphia Union   | 1 – 2   | Houston Dynamo                   | PPL Park, Chester Toeschouwers: 18,539 (SO) Scheidsrechter: Jair Marrufo |
| 30 oktober 17:00 EDT | Sébastien Le Toux 7' | Verslag | 6' André Hainault 30' Calen Carr | PPL Park, Chester Toeschouwers: 18,539 (SO) Scheidsrechter: Jair Marrufo |

|                      |                   |         |                    |                                                                                        |
| 3 november 19:30 CDT | Houston Dynamo    | 1 – 0   | Philadelphia Union | Robertson Stadium, Houston, Texas Toeschouwers: 24,749 Scheidsrechter: Ricardo Salazar |
| 3 november 19:30 CDT | Brian Ching 45+3' | Verslag |                    | Robertson Stadium, Houston, Texas Toeschouwers: 24,749 Scheidsrechter: Ricardo Salazar |

#### Western conference
|                      |                    |         |                    |                                                                                     |
| 30 oktober 15:00 EDT | New York Red Bulls | 0 – 1   | Los Angeles Galaxy | Red Bull Arena, Harrison, New Jersey Toeschouwers: 22.663 Scheidsrechter: Alex Prus |
| 30 oktober 15:00 EDT |                    | Verslag | 15' Mike Magee     | Red Bull Arena, Harrison, New Jersey Toeschouwers: 22.663 Scheidsrechter: Alex Prus |

|                      |                                          |         |                    |                                                                                |
| 3 november 20:00 PDT | Los Angeles Galaxy                       | 2 – 1   | New York Red Bulls | Home Depot Center, Carson Toeschouwers: 20.000 Scheidsrechter: Hilario Grajeda |
| 3 november 20:00 PDT | Mike Magee 42' Landon Donovan 75' (pen.) | Verslag | 4' Luke Rodgers    | Home Depot Center, Carson Toeschouwers: 20.000 Scheidsrechter: Hilario Grajeda |

|                      |                                          |         |                  |                                                                           |
| 29 oktober 20:00 MDT | Real Salt Lake                           | 3 – 0   | Seattle Sounders | Rio Tinto Stadium, Sandy Toeschouwers: 17.067 Scheidsrechter: Mark Geiger |
| 29 oktober 20:00 MDT | Alvaro Saborio 41', 53' Ned Grabavoy 88' | Verslag |                  | Rio Tinto Stadium, Sandy Toeschouwers: 17.067 Scheidsrechter: Mark Geiger |

|                      |                                            |         |                |                                                                              |
| 2 november 19:00 PDT | Seattle Sounders FC                        | 2 – 0   | Real Salt Lake | CenturyLink Field, Seattle Toeschouwers: 36.021 Scheidsrechter: Jair Marrufo |
| 2 november 19:00 PDT | Osvaldo Alonso 56' (pen.) Lamar Neagle 61' | Verslag |                | CenturyLink Field, Seattle Toeschouwers: 36.021 Scheidsrechter: Jair Marrufo |

### Regionale finale
|                        |                                                           |       |                    |                                                                                   |
| 6 november 6:00 PM PST | Los Angeles Galaxy                                        | 3 − 1 | Real Salt Lake     | The Home Depot Center, Carson Toeschouwers: 23.437 Scheidsrechter: Jorge González |
| 6 november 6:00 PM PST | Landon Donovan 23' (pen.) Mike Magee 58' Robbie Keane 68' |       | 25' Álvaro Saborío | The Home Depot Center, Carson Toeschouwers: 23.437 Scheidsrechter: Jorge González |

|                        |                      |                                      |                |                                                                                        |
| 6 november 4:30 PM CST | Sporting Kansas City | 0 − 2                                | Houston Dynamo | Livestrong Sporting Park, Kansas City Toeschouwers: 20.839 Scheidsrechter: Mark Geiger |
| 6 november 4:30 PM CST |                      | 53' André Hainault 87' Carlos Costly |                | Livestrong Sporting Park, Kansas City Toeschouwers: 20.839 Scheidsrechter: Mark Geiger |

### MLS Cup 2011
|                                     |                |                    |                    |                                                                                    |
| 20 november 18:00 PST (6:00 PM PST) | Houston Dynamo | 0 – 1              | Los Angeles Galaxy | The Home Depot Center, Carson Toeschouwers: 30.281 Scheidsrechter: Ricardo Salazar |
| 20 november 18:00 PST (6:00 PM PST) |                | 72' Landon Donovan |                    | The Home Depot Center, Carson Toeschouwers: 30.281 Scheidsrechter: Ricardo Salazar |

## Statistieken

### Nederlanders
Bijgaand een overzicht van de Nederlandse voetballers die in het seizoen 2011 uitkwamen in de Major League Soccer.
| Naam             | Club       | Debuut     | Duels | Goals |
| ---------------- | ---------- | ---------- | ----- | ----- |
| Nick Soolsma     | Toronto FC | 19.03.2011 | 23    | 3     |
| Danny Koevermans | Toronto FC | 21.07.2011 | 10    | 8     |

## Nationale bekercompetitie
- Lamar Hunt U.S. Open Cup 2011

Los Angeles Galaxy
Real Salt Lake
New York Red Bulls
Columbus Crew
FC Dallas
Seattle Sounders FC
- Canadian Championship 2011

Toronto FC
Vancouver Whitecaps FC

## Internationale competities
CONCACAF Champions League 2010/2011

→ hoofdartikel: CONCACAF Champions League 2010/11
Columbus Crew - kwartfinale
Los Angeles Galaxy - Voorronde
Real Salt Lake - Kwartfinale
Seattle Sounders FC - Groepsfase
CONCACAF Champions League 2011/2012

→ Hoofdartikel: CONCACAF Champions League 2011/12
Los Angeles Galaxy - Groepsfase
Colorado Rapids - Groepsfase
FC Dallas - Voorronde
Seattle Sounders FC - Voorronde
SuperLiga 2011 (ging niet door)
Real Salt Lake
New York Red Bulls
Columbus Crew
San Jose Earthquakes